# Campeonato mundial sénior de ajedrez
El Campeonato mundial senior de ajedrez es un torneo de ajedrez anual establecido en 1991 por la FIDE. Originalmente los participantes tenían que tener cumplidos 60 años antes del 1 de enero del año en que se disputaba el evento y para el caso del Campeonato mundial senior femenino de ajedrez cuyo requisito era que las participantes tuviesen más de 50 años. Desde 2014, para ambos casos, se crearon dos categorías, una para mayores de 50 años y la otra para mayores de 60, los cuales el participante debería alcanzar hasta antes del 31 de diciembre del año en que compitiera.
El campeonato es organizado como un Sistema suizo a once rondas. Es un torneo abierto y cada federación miembro de la FIDE puede mandar todos los jugadores que desee. Un torneo femenino separado se disputa si hay suficientes particpantes (al menos 10 mujeres de 4 zonas diferentes). Al vencedor del torneo masculino se le concede el título de Gran Maestro Internacional si no lo tiene todavía, la vencedora del femenino recibe el título de Gran Maestro Femenino.

## Palmarés
| #  | Año  | Ciudad                            | Vencedor masculino                                                              | Vencedora femenina                                                      |
| -- | ---- | --------------------------------- | ------------------------------------------------------------------------------- | ----------------------------------------------------------------------- |
| 1  | 1991 | Bad Wörishofen (Alemania)         | Vasili Smyslov (Rusia)                                                          | Eve Ladanyike-Karakas (Hungría)                                         |
| 2  | 1992 | Bad Wörishofen (Alemania)         | Yefim Géler (Rusia)                                                             | Eve Ladanyike-Karakas (Hungría)                                         |
| 3  | 1993 | Bad Wörishofen (Alemania)         | Mark Taimánov (Rusia)                                                           | Tatiana Zatulovskaya (Rusia)                                            |
| 4  | 1994 | Biel-Bienne (Suiza)               | Mark Taimánov (Rusia)                                                           | Eve Ladanyike-Karakas (Hungría)                                         |
| 5  | 1995 | Bad Liebenzell (Alemania)         | Yevgeni Vasiukov (Rusia)                                                        | Nona Gaprindhashvili (Georgia)                                          |
| 6  | 1996 | Bad Liebenzell (Alemania)         | Alekséi Suetin (Rusia)                                                          | Valentina Kozlovskaya (Rusia)                                           |
| 7  | 1997 | Bad Wildbad (Austria)             | Janis Klovans (Letonia)                                                         | Tatiana Zatulovskaya (Rusia)                                            |
| 8  | 1998 | Grieskirchen                      | Vladímir Bagírov (Letonia)                                                      | Tamar Khmiadashvili (Georgia)                                           |
| 9  | 1999 | Gladenbach (Alemania)             | Janis Klovans (Letonia)                                                         | Tamar Khmiadashvili (Georgia)                                           |
| 10 | 2000 | Rowy (Polonia)                    | Oleg Chernikov (Letonia)                                                        | Elena Fatalibekova (Rusia)                                              |
| 11 | 2001 | Arco (Italia)                     | Janis Klovans (Letonia)                                                         | Elena Fatalibekova (Rusia)                                              |
| 12 | 2002 | Naumburgo (Alemania)              | Jusefs Petkevich (Letonia)                                                      | Marta Litinskaya (Ucrania)                                              |
| 13 | 2003 | Bad Zwischenahn (Alemania)        | Yuri Shabanov (Rusia)                                                           | Tamar Khmiadashvili (Georgia)                                           |
| 14 | 2004 | Halle (Sajonia-Anhalt) (Alemania) | Yuri Shabanov (Rusia)                                                           | Elena Fatalibekova (Rusia)                                              |
| 15 | 2005 | Lignano Sabbiadoro (Italia)       | Liuben Spassov (Bulgaria)                                                       | Ludmila Saunina (Rusia)                                                 |
| 16 | 2006 | Arvier (Italia)                   | Víktor Korchnói (Suiza)                                                         | Ludmila Saunina (Rusia)                                                 |
| 17 | 2007 | Gmunden (Austria)                 | Algimantas Butnorius (Lituania)                                                 | Hanna Erenska-Barlo (Polonia)                                           |
| 18 | 2008 | Bad Zwischenahn (Alemania)        | Larry Kaufman (EE. UU.) y Mihai Suba (Rumania)                                  | Tamara Vilerte (Letonia)                                                |
| 19 | 2009 | Condino (Italia)                  | Mišo Cebalo (Croacia)                                                           | Nona Gaprindhashvili (Georgia)                                          |
| 20 | 2010 | Arco (Italia)                     | Anatoly Vaisser (Francia)                                                       | Tamar Khmiadashvili (Georgia)                                           |
| 21 | 2011 | Opatija (Croacia)                 | Vladimir Okhotnik (Francia)                                                     | Galina Strutinskaya (Rusia)                                             |
| 22 | 2012 | Kamena Vourla (Grecia)            | Jens Kristiansen (Dinamarca)                                                    | Galina Strutinskaya (Rusia)                                             |
| 23 | 2013 | Opatija (Croacia)                 | Anatoly Vaisser (Francia)                                                       | Yelena Ankudinova (Kazajistán)                                          |
| 24 | 2014 | Katerini (Grecia)                 | Anatoly Vaisser (Francia) (>65) Zurab Sturua (Georgia) (>50)                    | Nona Gaprindhashvili (Georgia) (>65) Svetlana Mednikova (Rusia) (>50)   |
| 25 | 2015 | Acqui Terme (Italia)              | Vladimir Okhotnik (Francia) (>65) Predrag Nikolic (Bosnia y Herzegovina) (> 50) | Nona Gaprindhashvili (Georgia) (>65) Galina Strutinskaya (Rusia) (> 50) |
| 26 | 2016 | Marianske Lazne (República Checa) | Anatoli Vaisser (65+) Giorgi Bagaturov (50+)                                    | Nona Gaprindashvili (65+) Tatiana Bogumil (50+)                         |
| 27 | 2017 | Acqui Terme (Italia)              | Evgeny Sveshnikov (65+) Julio Granda (50+)                                      | Tamar Khmiadashvili (65+) Elvira Berend (50+)                           |
| 28 | 2018 | Bled (Eslovenia)                  | Vlastimil Jansa (65+) Karen Movsziszian (50+)                                   | Nona Gaprindashvili (65+) Elvira Berend (50+)                           |
| 29 | 2019 | Bucarest (Rumania)                | Rafael Vaganian (65+) Vadim Shishkin (50+)                                      | Nona Gaprindashvili (65+) Elvira Berend (50+)                           |
| 30 | 2022 | Asís (Italia)                     | John Nunn (65+) Zurab Sturua (50+)                                              | Nona Gaprindashvili (65+) Elvira Berend (50+)                           |
| 31 | 2023 | Terrasini (Italia)                | John Nunn (65+) Michael Adams (50+)                                             | Galina Strutinskaia (65+) Monica Calzetta Ruiz (50+)                    |